# ديزج ليلي خاني
ديزج ليلي خاني هي قرية في مقاطعة تبريز، إيران. عدد سكان هذه القرية هو 2,965 في سنة 2006.